# 埃爾斯沃思角
埃爾斯沃思角（英語：Cape Ellsworth），是南極洲的海岬，處於揚島北端，屬於巴雷尼群島的一部分，海拔高度290米，在1936年由英國探險隊命名，現時由南極條約體系管理。